# Mambo Nassau
Mambo Nassau é o segndo álbum de estúdio da compositora e cantora francesa de no wave, Lizzy Mercier Descloux, foi lançado em LP em 1981 pela Philips, e relançamento em CD em 20030 em ZE Records.

## Faixas
Lado A
1. "Lady O K'Pele" - 2:24
2. "Room Mate" - 3:37
3. 'Sports Spootnicks" - 4:20
4. "Payola" - 4:19
5. 'Milk Sheik" - 0:45

Lado B
1. "Funky Stuff" - 4:05
2. "Slipped Disc" - 3:35
3. "It's You Sort Of You" - 2:14
4. "Bim Bam Boom" - 3:05
5. "Five Troubles Mambo" - 2:12

Faixas na reedição em CD (2003, ZE Records)
1. "Lady O K'pele" - 2:29
2. "Room Mate" - 2:44
3. "Sports Spootnicks" - 4:21
4. "Payola" - 4:22
5. "Milk Sheik" - 0:48
6. "Funky Stuff" - 4:09
7. "Slipped Disc" - 3:40
8. "It's You Sort Of" - 2:16
9. "Bim Bam Boom" - 3:07
10. "Five Troubles Mambo" - 2:14
11. "Les Baisers D'Amants" - 3:54
12. "Maita" - 3:15
13. "Mister Soweto" - 2:52
14. "Sun Is Shining" - 2:22
15. "Corpo Molli Pau Duro" - 2:40

## Créditos
- Baixo - Philippe Le Mongne (faixas: 1 a 10).
- Guitarra - Yahn Leker (faixas: 1 a 10).
- Produção - Michel Esteban (faixas: 1 a 13).
- Percussão - Gregori Czerkinsky (faixas: 1 a 10).
- Produção - Adam Kidron (faixas: 11 a 13), Lizzy Mercier Descloux (faixas: 1 to 10, 14, 15), Michel Bassignani (faixas: 14, 15), Steven Stanley (faixas: 1 a 10).
- Sintetizador - Wally Badarou (faixas: 1 a 10).
- Vocais de apoio- Arto Lindsay (faixas: 15), Philippe Krootchey (faixas: 15).